# Wanglou He
Wanglou He är ett vattendrag i Kina. Det ligger i provinsen Hainan, i den södra delen av landet, omkring 240 kilometer sydväst om provinshuvudstaden Haikou.
Genomsnittlig årsnederbörd är 1 815 millimeter. Den regnigaste månaden är augusti, med i genomsnitt 280 mm nederbörd, och den torraste är februari, med 21 mm nederbörd.